# Décembre 1943
Les événements concernant la Seconde Guerre mondiale sont détaillés dans l'article Décembre 1943 (Seconde Guerre mondiale).

## Événements
- Bataille d'Ortona en Italie.

- 1er décembre : mise en service dans la 8th USAAF stationnée en Grande-Bretagne du chasseur North American P-51 Mustang.

- 2 décembre : assassinat de Maurice Sarraut par la Milice.

- 3 décembre (Italie) : début des combats dans le secteur du mont Cassin.

- 4 décembre : entrevue Pétain-Abetz.

- 7 décembre : départ du 64e convoi[1] de déportation des Juifs de France, du camp de Drancy vers Auschwitz : 1000 déportés, 42 survivants en 1945.
- 7 décembre 1943 : début officiel du Mouvement des Focolari, fondé par Chiara Lubich

- 10 décembre : prise de San Pietro (Italie) ; c'est le premier engagement des troupes françaises en Italie.

- 11 décembre : pacte entre Beneš et Staline sur l’amitié et la collaboration entre la Tchécoslovaquie et l’URSS.

- 12 décembre :
  - dans son discours de Constantine (Algérie), de Gaulle promet aux musulmans la citoyenneté française;
  - Edvard Beneš signe avec l’URSS un traité d’assistance mutuelle et de coopération. Cet accord prévoit l’incorporation volontaire de la Tchécoslovaquie dans la sphère soviétique, la socialisation des moyens de production et l’élimination des ennemis de l’Union soviétique.

- 16 décembre : un arrêté du Parlement fédéral de la Confédération suisse adopte la loi fédérale relative à l'organisation judiciaire dont l'entrée en vigueur est fixée au 1er janvier 1945.

- 17 décembre : départ du 63e convoi[2] de déportation des Juifs de France, du camp de Drancy vers Auschwitz : 1 000 déportés, 42 survivants en 1945.

- 18 décembre : Pétain accepte toutes les conditions des Allemands.

- 19 décembre : déclaration de Chivasso par les résistants des vallées alpines.

- 20 décembre :
  - le convoi de l'Arctique JW 55B part de Liverpool ;
  - coup d’état en Bolivie perpétré par de jeunes officiers réformistes dirigés par le lieutenant Gualberto Villarroel et appuyé par le Mouvement nationaliste révolutionnaire (MNR), parti aux penchants fascisant et raciste, qui attribue tous les malheurs du pays aux barons de l’étain (presque tous d’origine étrangère) et aux Juifs. Pendant trois ans, Villaroel et le MNR renforcent l’État et tentent une incorporation des couches populaires (fin en 1946).
  - Incident de Charlie Brown et Franz Stigler

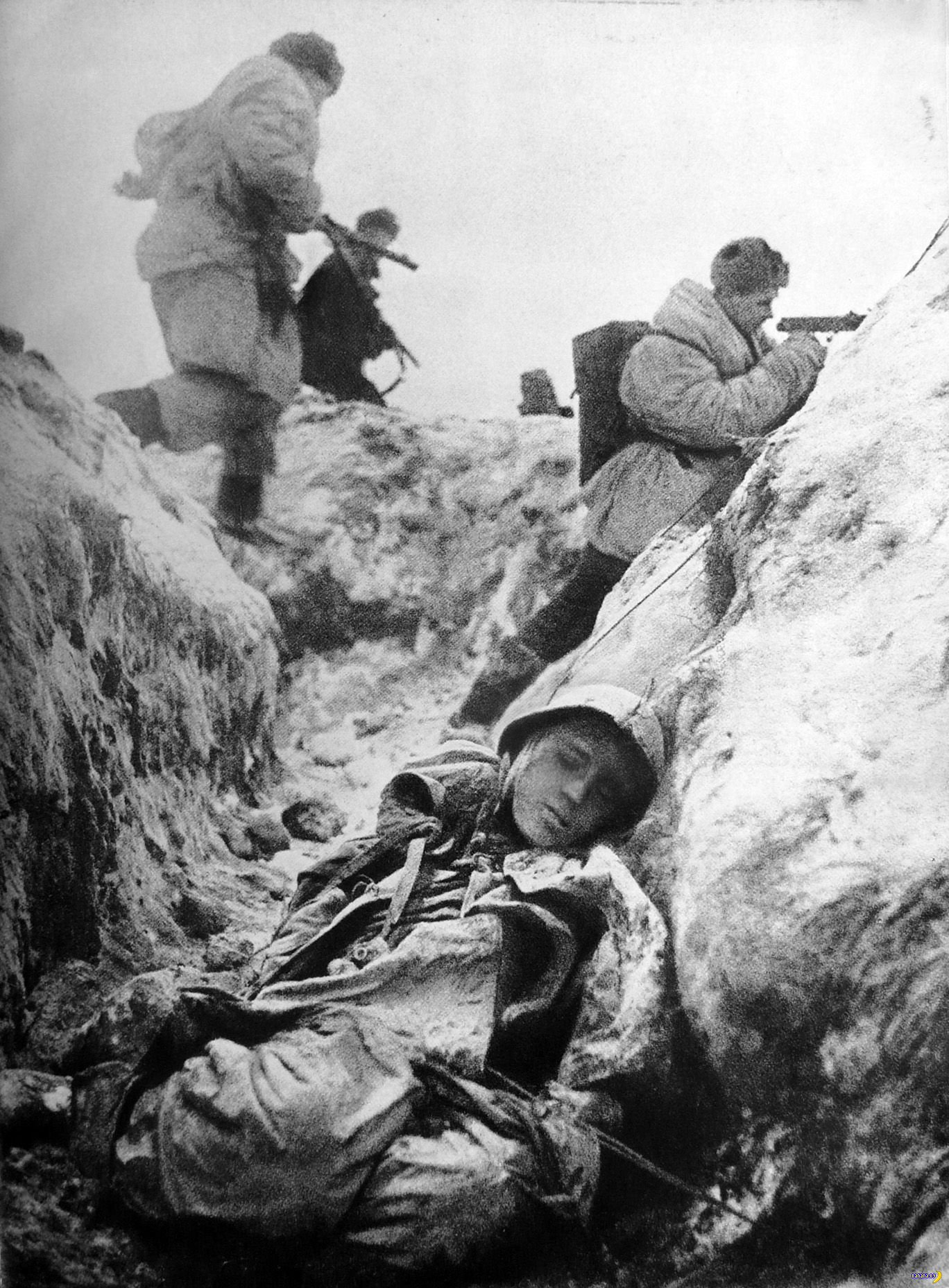
Assaut soviétique sur le front de Léningrad, le 21 décembre 1943.

- 24 décembre : le général Eisenhower est nommé par le président Roosevelt commandant en chef des forces alliées qui débarqueront en Normandie.

- 26 décembre :
  - Le convoi JW 55B est intercepté par une escadre la Kriegsmarine. C'est la Bataille du cap Nord ;
  - Le croiseur de bataille allemand Scharnhorst est coulé.

- 29 décembre : création des Forces françaises de l'intérieur (FFI).

- 31 décembre :
  - à Varsovie, les communistes créent un embryon de parlement, le KRN présidé par Bolesław Bierut, qui vise à se substituer au gouvernement polonais en exil, et qui est composé de représentants du parti communiste et de quelques autres organisations de gauche ;
  - Laval fait entrer au gouvernement des collaborateurs plus déclarés (Brinon, Henriot, Darnand, Gabolde).

## Naissances
- 6 décembre : Anne Kerylen, actrice française († 23 mars 2021).
- 8 décembre : Jim Morrison, chanteur américain, poète du groupe The Doors († 3 juillet 1971) à Paris.
- 11 décembre : 
  - John Kerry, sénateur américain, ancien candidat démocrate à l'élection présidentielle en 2004.
  - Michel Herjean, militant syndicaliste et indépendantiste breton († 6 octobre 2022).
- 12 décembre : E. Jean Carroll, journaliste américaine.
- 13 décembre : Thomas Papadoperakis, peintre grec († 12 septembre 2002).
- 14 décembre : Tommy McAvoy, politicien britannique († mars 2024).
- 17 décembre : Rick Nolan, homme politique américain († 18 octobre 2024).
- 18 décembre : Keith Richards, musicien britannique, membre des Rolling Stones.
- 20 décembre : Claude Pierrard, journaliste et animateur de télévision français.
- 24 décembre : Tarja Halonen, femme politique finlandaise, présidente de la Finlande.
- 25 décembre : Vassilis Alexakis, écrivain franco-grec († 11 janvier 2021).
- 28 décembre :
  - Juan Luis Cipriani Thorne, cardinal péruvien, archevêque de Lima.
  - David Peterson, premier ministre de l'Ontario de 1985 à 1990.
- 31 décembre : 
  - Roland Blanche, acteur français († 13 septembre 1999).
  - Ben Kingsley, acteur britannique.
  - Titinga Frédéric Pacéré, personnalité du Burkina Faso († 8 novembre 2024).
  - Patrick Pesnot, journaliste et écrivain français († 13 mars 2023).

## Décès
- 4 décembre :
  - Camillo Olivetti, 75 ans, ingénieur et chef d'entreprise italien, fondateur de la société Olivetti (° 13 août 1868).
  - Firmin Baes, 69 ans, peintre belge (° 19 avril 1874).
- 9 décembre : Georges Dufrénoy, peintre post-impressionniste français, prix Carnegie 1929
- 14 décembre : John Harvey Kellogg, médecin et chirurgien américain, inventeur des Corn Flakes.
- 20 décembre : Josef Block, peintre allemand (° 27 novembre 1863)